# Aérodrome de Jomsom
L'aérodrome de Jomsom (code IATA : JMO • code OACI : VNJS) est un petit aéroport desservant Jomsom au Népal.
La ville de Jomsom est très difficile à atteindre en voiture car il n'y a pas de route d'accès goudronnée ; l'avion reste donc un moyen très utilisé pour rejoindre cette région du Népal.
Cet aéroport est reconnu comme l'un des plus dangereux du monde et est donc un terrain de jeu privilégié pour les amateurs de simulations de vol.

## Situation
L'aéroport est situé à 2 736 mètres d'altitude. 
| \| 100 km1:3 095 000 \| Bajura Bhadrapur Bhâratpur Bhojpur Biratnagar Dhangadhi Dolpa Janakpur Jomsom Jumla Katmandou Lamidanda Lukla Manang Meghauli Nepalganj Phaplu Pokhara Ramechhap Rukumkot Rumjatar Simara Siddharthanagar Simikot Surkhet Talcha Taplejung Thamkharka Tumlingtar Dang |
| 100 km1:3 095 000 |

## Galerie

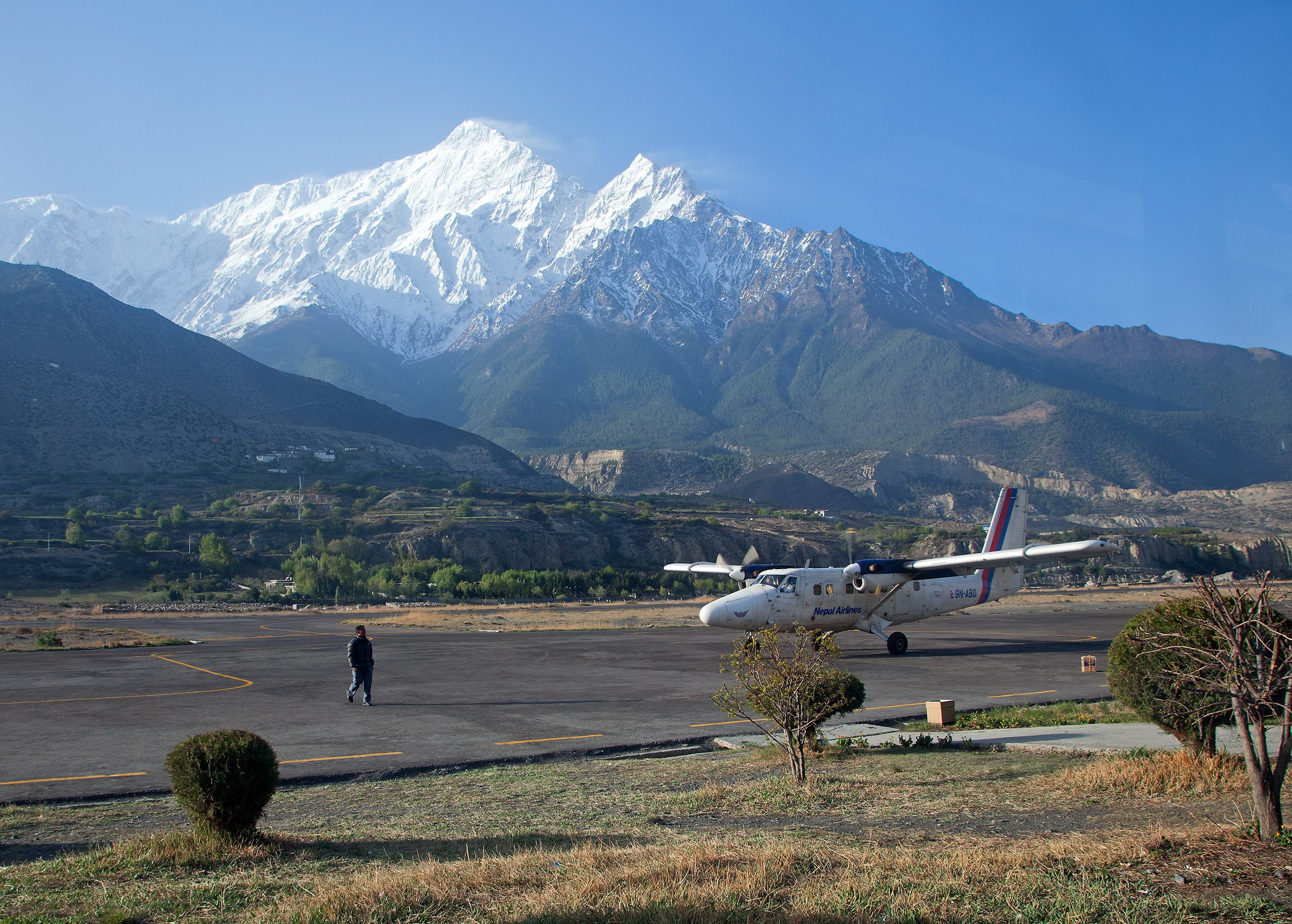
Un avion de la Nepal Airlines sur l'aéroport.
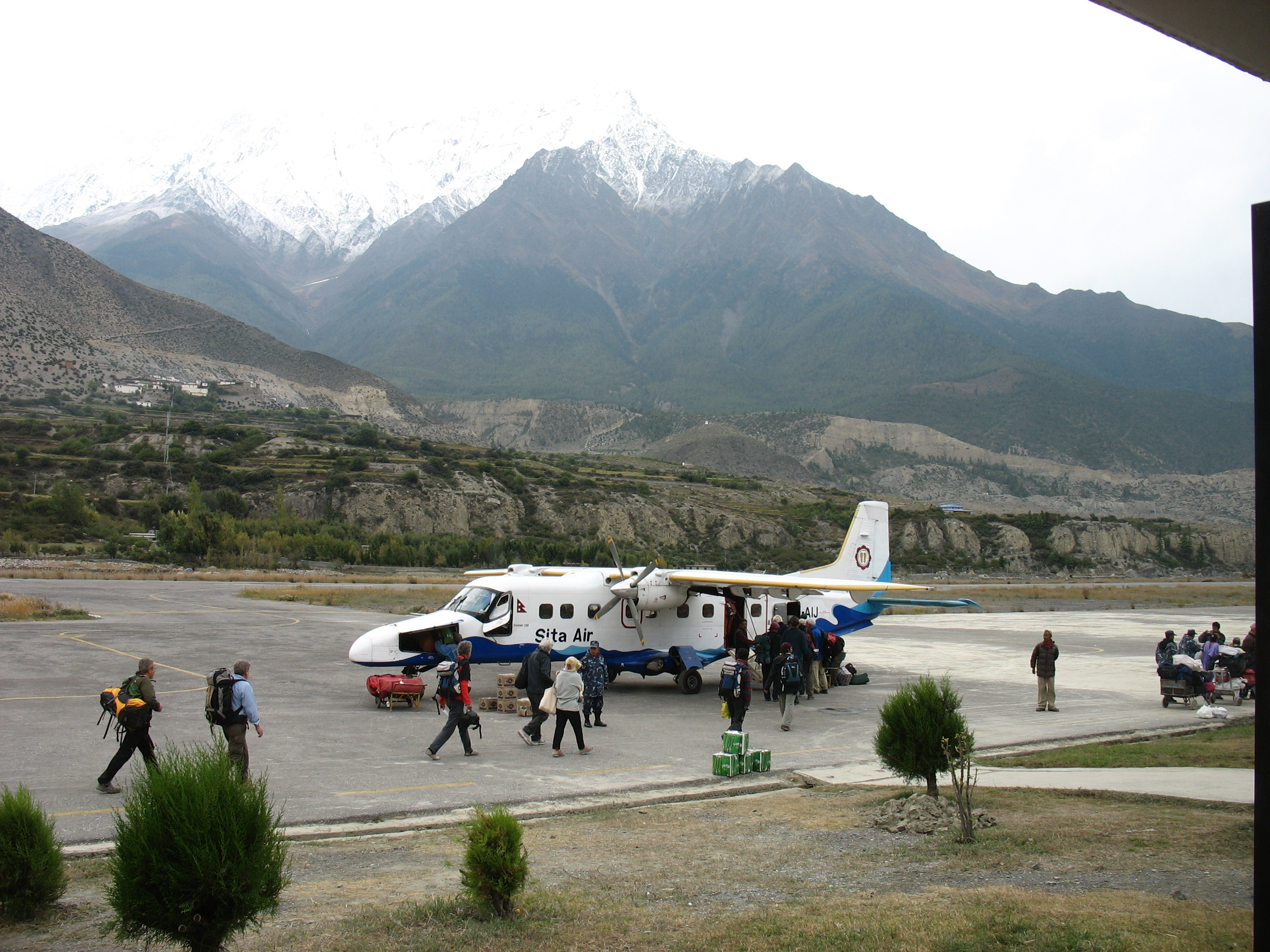
Un embarquement Sita Air sur l'aéroport.

## Compagnies et destinations
| Compagnies      | Destinations                 |
| --------------- | ---------------------------- |
| Gorkha Airlines | Pokhara                      |
| Nepal Airlines  | Pokhara                      |
| Simrik Airlines | Pokhara                      |
| Sita Air        | Katmandou-Tribhuvan, Pokhara |
| Tara Air        | Pokhara                      |